# Убийство Евгения Нужина
Российский заключённый Евге́ний Ну́жин во время вторжения России на Украину в 2022 году был завербован в состав ЧВК «Вагнер» для участия в боевых действиях, в ходе которых попал в плен, а позже по преположению был возвращён в ходе состоявшегося обмена пленными военнослужащими между Россией и Украиной либо похищен в Киеве.
Ночью 13 ноября 2022 года Telegram-канал Grey Zone, аффилированный с ЧВК «Вагнер», опубликовал видео убийства Нужина кувалдой неизвестными людьми.

## Биография убитого
Евгений Анатольевич Нужин родился в 1967 году в Казахстане. После срочной службы продолжил служить во внутренних войсках. В 1995 году уволился, после чего семья переехала в Нижегородскую область.
В 1999 году Нужин был приговорён к 24 годам заключения за убийство человека и нанесение ранений другому, по его собственным словам, «в ходе заварушки». Сам Нужин объяснил длинный срок тем, что на него якобы повесили нераскрытые преступления. Нужин отбывал заключение в разных колониях, в том числе в колонии особого режима на севере Урала. Позже за попытку побега он был приговорён к дополнительным четырём годам лишения свободы.
Далее Нужин отбывал наказание в исправительной колонии № 3 в городе Скопине Рязанской области. На три года Нужина вывезли в тюрьму во Владимир, после чего его вернули в ИК-3. В тюрьме Нужин регулярно пользовался телефоном, делал фотографии во время свиданий с близкими и прогулок на территории колонии.

### Участие в войне
В июле 2022 года Нужин согласился присоединиться к ЧВК «Вагнер» после того, как Евгений Пригожин посетил ИК-3 в Рязанской области. После семидневной подготовки 25 августа он был отправлен в Луганскую область и 2 сентября прибыл на передовую. 4 сентября он решил добровольно сдаться в плен. После сдачи в плен он дал интервью редактору «Цензор.нет» Юрию Бутусову, заявив, что вступил в группу Вагнера только для того, чтобы выйти из тюрьмы и быстро сдаться Украине.

#### Мотивация
На момент вербовки Нужину оставалось отбывать в колониях четыре года. В августе Нужин последний раз связался с семьёй, сообщив, что отправляется на войну. По словам снохи, родственники были против этого, а сам Нужин не объяснил причины своего поступка. Уже в плену Нужин заявил, что хотел помочь Украине в войне с Россией.
В интервью Бутусову и Рамине Эсхакзай утверждал, что выступал против российского вторжения, и выразил надежду остаться на Украине и желание воевать в «русском легионе». Сын Нужина утверждал, что и в личном общении Нужин выступал против вторжения.
Ранее, в соцсетях Нужин демонстрировал ностальгию по СССР, а также выкладывал картинки с имперскими флагами. В 2014 году в соцсетях Нужин поддержал аннексию Крыма, а в 2022 году — вторжение России на Украину. Координационный штаб по вопросам обращения с военнопленными при Главном управлении разведки Министерства обороны Украины заявил, что до войны Нужин «был сторонником политики государства-агрессора».

### Плен
В плену Нужин дал несколько интервью, в которых, помимо прочего, он рассказал и о внутреннем устройстве ЧВК «Вагнер». Так, по его словам, наёмников используют в боевых действиях как «пушечное мясо», а также распространена практика внесудебных казней: «Что-то не так делаешь — обнуляют. Ну, расстреливают».
Семья Нужина узнала о его пленении из интервью. Попытки получить информацию о состоянии Нужина в Министерстве обороны России не увенчались успехом: там «шли в отказ» из-за статуса Нужина как заключённого. Русская служба BBC отметила, что Минобороны России по состоянию на ноябрь 2022 года официально ни разу не давало информации, касающейся российских заключённых на войне с Украиной. ИК-3, в которой ранее отбывал наказание Нужин, и Красный крест также не дали никакой информации семье. Сам Нужин в интервью Рамине Эсхакзай сказал, что у него нет возможности связаться с родственниками.
Согласно данным издания Важные истории, Нужин стал вторым российским заключенным, о котором стало известно, что он был завербован в ЧВК «Вагнер» и попал в украинский плен.

## Убийство
Утром 13 ноября 2022 года в Telegram-канале Grey Zone, который связан с ЧВК «Вагнер», появилось видео c подписью «Молот возмездия», в котором Нужин, голова которого примотана скотчем к кирпичам, сказал:

Я, Нужин Евгений Анатольевич, 1967 года рождения, отправился на фронт, чтобы перейти на сторону Украины и воевать против русских. 4 сентября осуществил свой план перехода на сторону Украины. 11 ноября 2022 года находился на улицах Киева, где получил удар по голове, в результате чего потерял сознание. Очнулся в этом подвале, где мне сообщили, что меня будут судить.
После этого один из присутствующих несколько раз бьёт кувалдой по голове Нужина.
В посте Grey Zone видео убийства сопровождал текст, в котором говорилось: «Кувалда и предатели имеют для „оркестра“ тесную связь. И вот, пропав внезапно из-под следствия в Киеве, предатель получил традиционное исконно-вагнеровское наказание».

## Обстоятельства
Сразу после публикации видео с убийством Нужина у журналистов возник вопрос, как Нужин попал из плена к представителям ЧВК «Вагнер». Источник российского издания Baza в ЧВК «Вагнера» сообщал, что «Нужина умыкнули из Киева вагнеровцы». На то, что убитого выкрали c Украины, намекали и слова самого Нужина, сказанные им перед смертью, когда он говорил, «будто его ударили по голове на улице, в результате чего потерял сознание», после чего он якобы очнулся уже в подвале, где ему сообщили, что его «будут судить». Однако журналисты называли странным утверждение, что «военнопленный мог свободно ходить по улицам Киева», поэтому ими сразу выдвигалось предположение, что Нужина обменяли на украинских пленных. При этом журналисты отмечали, что этим его «фактически обрекали на смерть». О том, что Нужин вернулся к российским силам в ходе обмена пленными, сообщали правозащитный проект Gulagu.net со ссылкой на неназванные собственные источники и анонимный телеграм-канал «ВЧК-ОГПУ».
11 ноября глава Офиса президента Украины Андрей Ермак сообщил об обмене военнопленными с Россией, в ходе которого Украине передали 45 военнослужащих. Минобороны России не подтверждало факт обмена. Бывшая журналистка газеты «Известия», основательница Daily Storm и помощника председателя Госдумы Вячеслава Володина Анастасия Кашеварова и собеседник Русской службы BBC в Киеве, ознакомленный с процессом обмена военнопленными, утверждают, что переговоры и обмен проводился не с российским генштабом и руководством самопровозглашённой ДНР, а непосредственно с представителями ЧВК «Вагнер». Собеседник Би-би-си утверждает, что за обмен Нужина были предложены «очень хорошие условия», а украинскую сторону интересует возврат своих пленных, а не то, «что россияне будут делать с россиянином».
Обмен Нужина подтвердил советник главы Офиса Президента Украины Михаил Подоляк, заявив, что тот добровольно согласился на обмен, пройдя через официальную процедуру со всеми юридическими правилами. Координационный штаб по вопросам обращения с военнопленными при ГУР МО Украины заявил, что Нужин не был в списке добровольно сдавшихся, при этом не признав факт его обмена. Украинский журналист Владимир Золкин сообщил, что Нужин не был участником украинской государственной программы «Хочу жить». Русская служба Би-би-си отметила, что статус Нужина как военнопленного является неочевидным, так как он попал на фронт в качестве наёмника, а не в составе регулярной армии. Кроме этого, новостная служба, ссылаясь на свой источник, сообщила, что Нужин не участвовал в «официальном обмене», а к выдаче Нужина в Россию якобы причастна его семья, не уточнив деталей. Сами родственники в интервью Би-би-си утверждают, что не хотели его обмена, так как понимали, что ему опасно возвращаться в Россию после опубликованных интервью.
Советник главы Офиса президента Украины Алексей Арестович сказал, что ему не известно, добровольно ли Нужин участвовал в обмене, предположив, что российская сторона могла требовать его выдачи в ультимативной форме, например, угрожая убийством украинских военнопленных в случае отказа. Также Арестович предположил, что убийство могло быть совершено в целях пропаганды, дабы косвенно обвинить в смерти пленного Украину, подчеркнув, что Украина «не отвечает за происходящее на территории РФ».
Бывший депутат Государственной думы Илья Пономарев заявил, что Нужин был возвращён в Россию в качестве внедрённого агента после неудачной попытки вступить в легион «Свобода России», однако в пресс-службе подразделения утверждают, что «Нужин не подавал анкету в легион».
Тело Евгения Нужина не было найдено. По мнению родственников Нужина, это связано с тем, что тот, кто «это тело отдаст, по-любому будет виновный, причастный к его убийству».

### Практика внесудебных казней
Русская служба Би-би-си сообщила, что её анонимным собеседникам, близким к ЧВК «Вагнер», известно минимум о трёх случаях подобных казней в организации, однако информация о происшествиях не получила публичной огласки, и службе не удалось их подтвердить. Новостная служба отметила, что имеется один подтверждённый случай внесудебной казни наёмниками «Вагнера» в Сирии, в ходе которой дезертира сирийских правительственных вооружённых сил избили кувалдой и обезглавили ножом, после чего над трупом надругались. Журналисты издания «Новая газета», документально подтвердившие личности убийц, в 2020 году обратились в Следственный комитет России и его руководителю Александру Бастрыкину по поводу инцидента, однако дело так и не было заведено.

## Расследование
Русская служба Би-би-си сообщила, что на 17 ноября 2022 года от СКР, председателя СКР Александра Бастрыкина и Генеральной прокуратуры России не поступило никакой реакции на убийство.
14 ноября 2022 года пресс-секретарь президента РФ Дмитрий Песков отказался комментировать убийство: «Нет, у нас нет никакого комментария. Мы не знаем, что это, насколько это соответствует действительности. Это не наше дело».
15 ноября 2022 года уполномоченный по правам человека в России Татьяна Москалькова заявила, что следственные органы занялись проверкой видео с убийством Евгения Нужина, однако при этом семье Нужина не известно о каких-либо следственных действиях, так как ни СКР, ни полиция не связывалась с родственниками убитого. Единственным ведомством, вышедшим на контакт с родственниками, могла оказаться ФСБ: снохе Нужина звонил человек, представившийся сотрудником спецслужбы и интересовавшийся сыновьями убитого, но те не пошли на контакт из-за страха за свою безопасность. Согласно данным канала RTVI, глава российского Совета по правам человека Валерий Фадеев отказался изучать ситуацию с казнью Нужина, непублично заявив, что в ходе военных конфликтов «всякое бывает».
Основатель российской правозащитной организации Гулагу.нет Владимир Осечкин обратился к президенту Украины Владимиру Зеленскому и призвал его расследовать, как Нужин оказался в плену у ЧВК «Вагнер», несмотря на то, что он добровольно сдался украинской стороне.

## Последствия
Русская служба Би-би-си со ссылкой на своих собеседников, близких к ЧВК «Вагнер», сообщила, что несмотря на то, что источник видео связан с организацией, публикация видео навредила репутации организации и Пригожина в частности, так как публичное убийство, получившее широкую огласку, противоречит имиджу наёмников — «своих не бросаем». По словам собеседников, это вызвало конфликт внутри ЧВК по поводу предлагаемых наёмникам гарантий, а также — приведёт к уменьшению количества желающих присоединиться к наёмникам. Так, собеседник Би-би-си, воюющий в другой ЧВК, не связанной с Пригожиным, сказал, что видео убедило его в правильности своего выбора отказаться от работы в «Вагнере» несмотря на хорошее снаряжение и опыт наёмников: «Я не хотел, потому что сначала они в Сирии бошки режут, а потом своего кувалдой *** [бьют]», «можно было расстрелять, но так — это дикость».
13 ноября 2022 года основатель ЧВК «Вагнер» Евгений Пригожин так прокомментировал видео казни: «Я предпочитаю смотреть историю в театре. Что касается окувалдованного, то в данном шоу видно, что он не нашёл счастья в Украине, а встретился с недобрыми, но справедливыми людьми. Мне кажется, этот фильм называется „Собаке — собачья смерть“. Прекрасная режиссёрская работа, смотрится на одном дыхании». Пригожин также назвал убийство «справедливым». 15 ноября Пригожин опубликовал новое заявление, согласно которому тот обратился к генпрокурору РФ Игорю Краснову с просьбой провести проверку факта и обстоятельств убийства Нужина. В этом заявлении Пригожин стал отрицать причастность своих наёмников к убийству, озвучив нарочито неправдоподобную версию событий, согласно которой Нужин «был завербован ЦРУ и заблаговременно сел в тюрьму на 27 лет, чтобы внедриться в ЧВК и создать условия для своей казни».
К осени 2022 года основатель ЧВК «Вагнер» Евгений Пригожин стал все чаще появляться в публичном поле и увеличивать свое влияние в России. В контексте убийства Нужина Пригожин заявлял: «Есть не только предатели, которые бросают автомат и уходят к врагу, предавая свой народ и свою Родину. Часть предателей отсиживаются в кабинетах, не думая о собственном народе». Такого рода «антиэлитная риторика» во второй половине 2022 года стала звучать от Пригожина все чаще, и по сведениям журналистов, он рассматривал возможность создания собственной политической силы.

## Оценки
Российский адвокат Илья Новиков написал в своем блоге в Facebook: «Все обсуждают видео, где вагнеровцы убивают человека кувалдой, а Песков комментирует его „нас это не касается“. Не все знают, что это принципиальная, многолетняя и последовательная позиция России по вагнеровцам и кувалдам». Новиков описал, как он вместе со своими юристами по просьбе правозащитной организации «Мемориал» пытался подать в Следственный комитет заявление от имени брата сирийца, которого в 2017 году вагнеровцы убили кувалдой, однако «российские следователи, а потом и суды в трёх инстанциях сказали, что там расследовать нечего, и дело возбуждать не нужно». Новиков заявил: «Просто имейте в виду, что убийство кувалдой под видеозапись и с одобрения государства — это не какое-то разовое и новое явление, а фирменный стиль вагнеровцев и России».
Российский экономист Константин Сонин писал: «Весь имидж Путина, с 2000 года и до сих пор — это защита россиян от угроз, от внешних и внутренних. „Лихие 1990е“, когда Россия была под властью бандитов — это, конечно, миф, но этот миф путинисты раскрутили по максимуму и это тот миф, который глубоко и прочно укоренился.
И вот сейчас Песков, от лица Путина, говорит про видео с казнью „нас это не касается“ — то есть, фактически, говорит о поддержке казни. Понятно, почему Пригожин хочет быть как можно ближе к Путину публично, но для Путина публичная близость к Пригожину отвращает от него тех, кто ещё как-то его поддерживает».
Российский журналист Александр Плющев писал: «Пригожинцы получили право на насилие внутри страны. Пока только в рамках своей компетенции, но лиха беда начало». Директор Сахаровского центра Сергей Лукашевский также отмечал, что «происходит размывание государственной монополии на насилие». По словам Лукашевского, «любое дееспособное государство, даже недемократическое, строится на том, что монополия на насилие целиком принадлежит государству», а когда «позволяется существовать незаконным вооруженным формированиям, которые не подчиняются вообще никаким правовым нормам, даже с поправкой на принятый и распространенный в России произвол, насилие выплескивается за всякие рамки». По его мнению, реакция Кремля свидетельствует о покровительстве российской власти пригожинским структурам, что Пригожин и его подчиненные воспринимают как «благословление на то, чтобы продолжать действовать в том же духе». Лукашевский отмечал: «Российские вооруженные формирования и раньше действовали по сути дела в режиме „эскадронов смерти“, когда на Северном Кавказе (в ходе Чеченской войны) похищали людей, а потом их находили мертвыми, то же самое сейчас происходит на территории Украины».
По мнению российского юриста и члена Московской Хельсинкской группы Ильи Шаблинского, убийство Нужина показало, что «право в России уже не действует вообще в тех случаях, когда это не нужно или не выгодно правящей группе». По его мнению, эта расправа выступила как «способ устрашения тех, кто насильно или обманом отправлен воевать в Украину, чтобы у них и мысли не возникло о сдаче в плен». Он также высказал опасения о возможности появления в России «эскадронов смерти», говоря, что «члены таких структур будут избивать, да и убивать тех, кого сочтут „врагами народа“. Благо, списки на этот счёт уже давно составлены. Причём, чем хуже будет ситуация на фронтах, тем больше вероятность осуществления такого сценария. И тогда страна заживёт по принципу у кого кувалда, тот и прав».
Российский политолог Сергей Медведев выразил мнение, что «акция с кувалдой окончательно закрепляет за Пригожиным собственную зону нелегитимного насилия» вроде той, которой располагает глава Чечни Рамзан Кадыров.